# Groep André
De Groep André was een Nederlandse verzetsgroep in de Tweede Wereldoorlog, actief in het midden van de provincie Noord-Brabant, in de regio de Langstraat. De leden van deze verzetsgroep kwamen met name uit de dorpen 
Capelle, Vrijhoeve-Capelle en Sprang. Deze dorpen vormden de voormalige gemeente Sprang-Capelle. Verder kwamen diverse leden uit omliggende plaatsen, zoals Waalwijk en waren er leden, die kwamen uit verder gelegen plaatsen, maar in de Langstraat ondergedoken waren. In de loop van de oorlog groeide de verzetsgroep André uit tot een van de belangrijkste verzetsorganisaties in Zuid-Nederland.  

## De ontstaansgeschiedenis
De Groep André is geleidelijk aan ontstaan na de inval van de Duitsers in Nederland in mei 1940. Op 10 mei 1940 kregen de gemeenten de opdracht van de Nederlandse overheid om alle in hun gemeenten woonachtige NSB'ers te arresteren. Burgemeester Adrianus Smit van Sprang-Capelle wilde graag inzichtelijk hebben welke personen dit in zijn gemeente betrof en vroeg hierbij advies aan de plaatselijke elektricien Jos van Wijlen, die hiervan goed op de hoogte was. Op 11 mei 1940 hebben Smit en Van Wijlen enkele NSB'ers gearresteerd en overgebracht naar Fort Altena te Sleeuwijk, waar de NSB'ers opgesloten werden. De officieren van dit fort, dat deel uitmaakte van een verdedigingslinie tegen de Duitsers, waren beperkt op de hoogte van de bewegingen van de Duitse troepen. Voor hen was het van belang om te weten of de Duitsers richting Breda of Keizersveer zouden optrekken. Van Wijlen en Smit wisten met de hulp van een aantal andere personen, die later ook deel uit zouden maken van de Groep André, te achterhalen dat de Duitsers richting Breda aan het optrekken waren. Dit werd telefonisch doorgegeven aan Fort Altena. Kort hierna waren leden van de Groep André betrokken bij de evacuatie van honderden Nederlandse militairen, die gelegerd waren geweest in de Peel en daar verslagen waren door de Duitsers. Zij waren voorzien van burgerkleding en werden met roeiboten overgezet naar de andere kant van de Bergsche Maas, het Land van Heusden en Altena, dat op dat moment nog 'vrij gebied' was. Dit waren de eerste activiteiten van de verzetsgroep André, die dus begon met enkele personen, maar vanaf het voorjaar van 1941 steeds meer leden kreeg door de geleidelijke uitbreiding van de activiteiten. In eerste instantie betrof het werkgebied van de groep het gebied van de Langstraat en het Land van Heusden en Altena. Later breidde zich dit steeds verder uit. Uiteindelijk had de Groep André contacten in heel Nederland. 
De naam van de verzetsgroep is afgeleid van de voornaam van André Boesman. Dit lid van de Groep André overleed op jonge leeftijd aan een longontsteking. Dit kwam hard aan bij de leden van de groep en die besloten hierop hun verzetsbeweging te vernoemen naar Boesman.

## De leden van de Groep André
De kern van de Groep André bestond uit onderstaande leden. Eventuele bijzonderheden zijn toegevoegd.
- Jacques Antonissen;
- André Boesman: op jonge leeftijd overleden aan longontsteking (de Groep André is naar hem vernoemd);
- Jan van Delft (1920-2010): afkomstig uit Waalwijk;
- Dingeman Dingemans: afkomstig uit De Moer;
- Mar Draaisma;
- Sap Draaisma;
- Rom van Drongelen: afkomstig uit Sprang;
- Dick Flemming: ondergedoken Delftse student (overleden 20 juli 2009, Zutphen);
- Piet de Groot: afkomstig uit Capelle. Eigenaar van een schildersbedrijf;
- Jo Hamburg: afkomstig uit Waalwijk. Was districtsleider van Waalwijk (LO),schuilnaam: Sjef;
- Cor Hoekstra: afkomstig uit Sprang; raakt zwaargewond bij het Biesbosch crossen;
- Hans Hoekstra: afkomstig uit Sprang;
- Dina de Jong: afkomstig uit Capelle; rechterhand van leider Jos van Wijlen; eveneens in loondienst bij het elektrobedrijf van Van Wijlen;
- Faan Kuijsten: afkomstig uit Sprang;
- Leen Kuijsten: afkomstig uit Sprang; in loondienst bij elektrobedrijf Van Wijlen;
- Piet van Loon: afkomstig uit Waalwijk;
- Berrie van Loon: afkomstig uit Waalwijk;
- Frans Mulders: afkomstig uit Waalwijk; bijnaam: "Frits van Dongen"; reizend controleur van het distributiekantoor/arbeidsbureau te Waalwijk;
- Joep Naninck: afkomstig uit Waalwijk;
- Maarten Schakel: afkomstig uit de Alblasserwaard; bijnaam: "Jan Snor"; na de oorlog burgemeester van Noordeloos, Hoogblokland en Hoornaar en lid van de Tweede Kamer voor de ARP;
- Jan de Rooij: afkomstig uit Sprang; betrokken bij spionage-activiteiten in het Land van Heusden en Altena; gefusilleerd begin 1945;
- Hans (Johannes Balthasar) Schaap: afkomstig uit Waalwijk; zoon van notaris Arie Schaap; geboren ca 1920, overleden te 's-Hertogenbosch 9 november 1945.
- Ad Schoorl: ondergedoken Delftse student;
- Adrianus Smit: burgemeester van de gemeente Sprang-Capelle;
- Jan Spijkerman;
- Jan van Son (1918-2009): voormalig diplomaat (consul der Nederlanden);
- Cor Verkuil;
- Vin Weijers: afkomstig uit Waalwijk; werknemer van het distributiekantoor te Waalwijk;
- Ad van Wijlen: afkomstig uit Capelle; zoon van Jos van Wijlen;
- Jos van Wijlen: afkomstig uit Capelle; bijnaam: "André"; eigenaar van een elektrobedrijf; leider van de Groep André;
- Theo Soontiëns

Overigens hebben niet alleen deze leden zich ingezet voor de Groep André. Tot ver in de regio waren mensen behulpzaam bij bijvoorbeeld het onderbrengen van onderduikers en het verlenen van financiële of materiële steun aan de verzetsgroep. Ook diverse pontbazen waren altijd bereid leden van de Groep André en onderduikers bij nacht en ontij over te varen.

## Verzetsactiviteiten

### Propaganda
- Het verspreiden van de illegale bladen Trouw, Vrij Nederland, Ons Volk en het Parool.
- Het tegengaan van Duitse propaganda. Zo werd Duits propagandamateriaal verwijderd. Een specifiek voorbeeld was het laten uitvallen van de elektriciteit, zodat een voorstelling van het nazicabaret "Vreugde en Arbeid" niet kon doorgaan.

### Sabotage
Er werden treinen gesaboteerd die munitie aanvoerden voor de Duitse munitieopslagplaats in de Loonse en Drunense Duinen. Verder werden aanwijzingsborden voor het Duitse leger langs de wegen weggenomen. In 1944 lag de Langstraat in het frontgebied. Om de Duitsers tegen te werken werd de Winterdijk in Capelle op enkele plaatsen opengebroken. Verder werd de Langstraatspoorlijn op diverse plaatsen opgeblazen. In de haven van Waspik werden dertien schepen gevorderd door de Duitsers. Om het uitvaren te voorkomen werd het voorste schip door de Groep André met dynamiet tot zinken gebracht, waardoor de andere schepen niet konden uitvaren. Voor sabotage was dynamiet noodzakelijk. Dit verkreeg de groep van een ingenieur van de Staatsmijnen uit Heerlerheide.

### Hulp aan onderduikers
Er waren verschillende groepen die wilden of moesten onderduiken. Joden, die wilden ontkomen aan de Jodenvervolging, studenten, die weigerden de Duitse loyaliteitsverklaring te tekenen en hierdoor moesten onderduiken om aan tewerkstelling in Duitsland te ontkomen en personen die de Arbeitseinsatz, de verplichte tewerkstelling in Duitsland, weigerden. 
Verder waren er de Nederlandse militairen, die niet in Duits krijgsgevangenschap genomen wilden worden. Dit speelde vanaf 1943 toen de Duitsers vreesden dat het voormalige Nederlandse leger zich te zijner tijd bij de geallieerden zou aansluiten. Hierop besloten de Duitsers alle Nederlandse militairen in krijgsgevangenschap te nemen. Vele Nederlandse soldaten doken toen onder. 
In totaal regelde de Groep André onderdak voor circa 900 personen. Dit betekende dat voor al deze personen voedsel geregeld moest worden, maar ook een nieuw persoonsbewijs en andere documenten, die hen zouden moeten beschermen tegen de Duitsers. Veel onderduikadressen waren boerderijen, waarop vaak voldoende voedsel aanwezig was. Doordat er echter steeds meer onderduikers kwamen moest de voedselvoorziening ook uit andere bronnen komen. Hiervoor waren distributiekaarten noodzakelijk. Door gebrekkige Duitse controle konden hiervoor in Sprang-Capelle de distributiekaarten gebruikt worden van personen, die tewerkgesteld waren in Duitsland. Verder regelde Vin Weijers, die werkzaam was op het distributiekantoor te Waalwijk, veel bonkaarten. Daarnaast kwamen er veel kaarten van een contactpersoon uit Maastricht. In totaal kon de Groep André hierdoor maandelijks over ongeveer 1300 bonkaarten beschikken, waardoor men ook in staat was om groepen in andere plaatsen te helpen aan bonkaarten. Verder zorgde de Groep André er met collectes voor dat de onderduikadressen financiële steun kregen. Ook de kerken deden hier aan mee.

### Hulp aan piloten
De Groep André begon in 1943 met pilotenhulp. Steeds meer geallieerde vliegtuigen vlogen over Nederland richting Duitsland, waarbij regelmatig een vliegtuig neergehaald werd of door mankementen neerstortte. De gestrande bemanning werd dan vaak geholpen door de Nederlandse bevolking. Er was een ontsnappingsroute terug naar Engeland: via België, Frankrijk, Spanje en Portugal en dan per boot of vliegtuig terug naar Engeland. De Groep André zorgde ervoor dat de piloten naar de Belgische grens werden gebracht. De meeste gestrande piloten werden vervoerd per trein en het laatste deel van de route ging vaak te voet of per fiets. De piloten moesten zich voordoen als doven, waardoor de taal geen probleem opleverde. Er waren twee routes: aanvankelijk via Gilze, Alphen en Riel en Baarle-Nassau en later een lijn via 's Gravenmoer, binnendoor langs de Duiventoren (in de bossen bij Oosterhout), Bavel, Ulvenhout en via een smokkelpad naar Wernhout. Daarnaast werd op 17 september 1944 door de Groep André hulp geboden aan 28 inzittenden van een bij Loon op Zand vroegtijdig geland Brits zweefvliegtuig, een Airspeed Horsa (Horsa 298), dat onderweg was naar Arnhem voor Operatie Market Garden. Deze groep werd tijdelijk ondergebracht in de Overdiepse polder en op 20 september in de Loonse en Drunense Duinen overgedragen aan een Drunense verzetsgroep. Daar werden ze samengevoegd met een groep van 15 Amerikaanse glider-mannen en nog vier Britten. In oktober is de groep van inmiddels 47 mannen naar de bossen tussen Esch en Boxtel (De Kampina) gebracht waar op dat moment al zo'n 50 geallieerde soldaten (Amerikanen en Britten) verborgen werden door een verzetsgroep uit Boxtel. Na enkele dagen hebben ze zich in Boxtel weer kunnen voegen bij de oprukkende geallieerden. In totaal werden door de Groep André 187 piloten geholpen. Dit is ruim 10% van de in totaal circa 1700 geallieerde piloten, die vanuit Nederland wisten te ontsnappen;

### Overvallen
Twee gemeentehuizen zijn overvallen om bevolkingsregisters overhoop te halen en om aan persoonsbewijzen te komen: het gemeentehuis van Sprang-Capelle en het gemeentehuis van 's-Gravenmoer. Verder werden bij de distributiekantoren bonkaarten weggenomen.

### Spionage
Op diverse plaatsen waren geheime zenders geplaatst, waarmee spionageactiviteiten werden verricht. De zenders gingen regelmatig kapot. Deze werden dan gemaakt op het elektrobedrijf van Van Wijlen, waarbij soms ook Philips te Eindhoven ingeschakeld werd om een zender weer operationeel te krijgen. Spionage werd in het bijzonder verricht ten behoeve van de Groep Albrecht. Dit was een spionagegroep, die in 1943 opgezet was door geheim agent Henk de Jonge en die landelijk actief was op het terrein van militaire spionage ten behoeve van de geallieerden.

### Acties en Liquidaties
Indien noodzakelijk werden verraders en/of Duitsers geliquideerd. De Groep André ondernam diverse acties op dit terrein. Het aantal werd zo beperkt mogelijk gehouden, zowel uit moreel oogpunt als vanwege het gevaar dat het opleverde voor de directe omgeving. Voorbeelden van acties en liquidaties:
- Eind 1943 zorgde een NSB-lid uit Sprang-Capelle ervoor dat een Duitse Jood werd opgepakt door de Sicherheitsdienst (SD). Hij kreeg van de Groep André een waarschuwing: zijn schuur werd afgebrand. De NSB'er begreep het signaal en zegde zijn lidmaatschap van de NSB op. Voor de zekerheid liet hij zijn opzeggingsbrief lezen door de burgemeester en een aantal anderen, zodat het binnen het dorp bekend was.
- In het Land van Heusden en Altena was een verrader actief, Napke, die de Duitsers adressen aanwees waar onderduikers verscholen waren. Enkele leden van de Groep André hebben deze persoon in Duits uniform opgezocht, waarna zij hem inlichtingen vroegen over een "goede vaderlander". Napke werd, na meegegaan te zijn met deze "militairen" om hen de weg te wijzen, gedood.
- Het echtpaar Vissenberg was eigenaar van Café Vissenberg te Kaatsheuvel. Dit café lag tegenover café-restaurant de Roestelberg, aan de rand van de Loonse en Drunense Duinen. Het echtpaar Vissenberg was actief lid van de NSB en maakte ook jacht op leden van de Groep André. In de zomer van 1944 vlogen 's nachts veel geallieerde vliegtuigen over. Dit bood de Groep André een mooie gelegenheid: het dak van Café Vissenberg werd met fosfor bestrooid en hierna werd het café in brand gezet. Het café brandde tot de grond toe af en door het gebruik van fosfor leek het alsof er een brandbom vanuit een vliegtuig afgegooid was.
- Een infiltrant onder de onderduikers probeerde in een brief de Sicherheitsdienst op de hoogte te stellen van het feit dat hij op een voorlopig adres was gearriveerd en dat hij een week later naar een definitief adres zou gaan. Deze brief werd echter onderschept, waarna de infiltrant werd geliquideerd.
- Diverse Duitse motorordonnansen, die het militaire berichtenverkeer verzorgden werden neergeschoten. Ook werden Duitse legervoertuigen opgeblazen met handgranaten. In de laatste fase van de oorlog was het niet meer noodzakelijk aanwijzingen te vernietigen, omdat er toen veel geallieerde vliegtuigen rondvlogen die een goede dekmantel boden voor deze activiteiten. Zij konden immers de aanval ook uitgevoerd hebben.
- Eind 1944 kwam via de pilotenlijn een infiltrant bij de Groep André, Joachim Günther Heinz, een in Argentinië geboren Duitser. Deze deed zich voor als Engelse piloot, maar viel door de mand doordat twee Engelse piloten hem ontmaskerden. Uiteindelijk werd Heinz overgeleverd aan de Britse Field Security.

## Bijzondere voorvallen en activiteiten

### Eind 1943: peiling zender
Burgemeester Smit was ontslagen als burgemeester van Sprang-Capelle en hield zich steeds meer bezig met het verzet. Smit zat ondergedoken bij Van Wijlen in de Heistraat te Capelle waar telefonisch een bericht binnen kwam. Er was een grote groep SS'ers op weg  naar Van Wijlen. Ze hadden zijn geheime zender gepeild. Smit bracht de marconist en de zender per auto naar de pastorie van Dongen-Vaart, omdat hij had vernomen dat pastoor Oomen een betrouwbaar vaderlander was. Smit vroeg Oomen een betrouwbaar adres voor de marconist. In eerste instantie ging de pastoor er niet op in omdat hij beducht was voor een valstrik. De gemeentebode van Dongen geeft Oomen te kennen dat Smit te vertrouwen is waarop de pastoor zijn medewerking verleende. Vrijwel de gehele Groep André ging vervolgens veiligheidshalve naar Dongen-Vaart. De meesten naar een afgelegen boerderij, terwijl Smit zich onder het altaar van de Heilige Jozef verstopte, waarbij de pastoor hem toefluistert dat hem niets kon gebeuren, omdat de Heilige Jozef de patroon is van de onderduikers. De Grüne Polizei omsingelde heel Dongen-Vaart en doorzocht het dorp. Met het nodige geluk wist de Groep André uit Duitse handen te blijven. Op kerstnacht vrijdag 24 december 1943 werd gezamenlijk kerstfeest gevierd in de stal van de afgelegen boerderij te Dongen-Vaart.

### Dolle dinsdag: 5 september 1944
Begin september 1944 was er veel positief nieuws over de optrekkende geallieerde troepen. Brussel was bevrijd en de troepen trokken de grens met Nederland over. Op de BBC-radio was te horen dat ook Breda bevrijd was. Dit was echter een onjuist bericht, welke afkomstig was van de Nederlandse regering in Londen. Door deze berichtgeving raakte alles in een stroomversnelling: Duitsers en NSB'ers sloegen op de vlucht. Voor de Groep André was het de vraag of er actie moest worden ondernomen. Uiteindelijk werden in Sprang-Capelle op 5 september, Dolle Dinsdag, tien NSB'ers opgepakt, die gevangen worden gezet. In Waalwijk werden twee landwachters opgepakt: ook deze worden overgebracht naar Sprang-Capelle. In de loop van de dag stopten de positieve radioberichten. Toen mensen zelf gingen kijken in Breda bleken daar nog gewoon de Duitsers aanwezig. Uiteindelijk kwam op 6 september in de Langstraat de anti-climax. Een troep SS'ers bezocht Waalwijk en hoorde van de vrouwen van de twee landwachters dat deze opgepakt zijn. De burgemeester van Waalwijk en twee broers van de familie Hoffmans werden daarop gegijzeld door de Duitsers. Er werd een ultimatum gesteld, maar de twee Waalwijkse landwachters kwamen niet tijdig vrij. Hierop werden de drie mannen gefusilleerd. Een van de drie weet dit echter te overleven. In Sprang-Capelle hielden SS'ers een zoektocht naar de landwachters. Hierop dook de gehele Groep André onder. Uiteindelijk kwamen ze terecht in De Moer en het aangrenzende Dongen-Vaart. De grote vraag was wat er met de twaalf NSB'ers moest gebeuren. Uiteindelijk werd besloten deze vrij te laten, met de uitdrukkelijke toevoeging dat de bevrijding van Nederland nabij was en het niet slim zou zijn om te gaan praten. De Sicherheitsdienst ondervroeg de NSB'ers echter en kwam achter een aantal adressen. Hierna werden door de Duitsers op deze adressen vernielingen aangericht en een aantal woningen afgebrand. 

### Crossings
Uiteindelijk werd Sprang-Capelle pas op 30 oktober 1944 definitief bevrijd. De Groep André hielp hierna de Binnenlandse Strijdkrachten met het oppakken van landverraders. De oorlog ging echter door. De Langstraat lag in het frontgebied: het Land van Heusden en Altena aan de overzijde van de Bergsche Maas was nog niet bevrijd, daar bevonden zich nog Duitse troepen. De Groep André ondersteunde de geallieerden bij de strijd rond het Kapelsche Veer. Verder werd de Groep André door de geallieerden gevraagd  koeriersdiensten en spionage uit te voeren aan de andere kant van de Maas. In het Land van Heusden en Altena werden diverse zenders geplaatst. In deze periode begonnen ook de Biesbosch-crossings, waaraan ook leden van de Groep André deelnamen. Dit betrof het vervoer per boot door de Biesbosch van berichten, maar ook van personen, zoals geallieerde piloten en officieren. Verder hulpgoederen, medicijnen en dergelijke, voor het bezette gebied. De crossings waren noodzakelijk, omdat de bruggen door de Duitsers werden gecontroleerd. Het crossen was zeer gevaarlijk. Een koerier verloor het leven en een ander, Cor Hoekstra, raakte door Duitse beschietingen zwaargewond. In Kaatsheuvel werden eind november crossers gerekruteerd uit de plaatselijke Ordedienst. Zij kregen hun opdrachten van Jos van Wijlen, de commandant van Groep André. Hun namen: Jan Aussems, Jan Schramade, Cor Soeterboek, Jan de Kort, Th. van de Rijken, Kees Smit, André Vloemans en Dingeman Dingemans uit De Moer. Ook de Waalwijkers Walter van den Broek, Jan van Delft en Frans Hoffmans waren actief met het crossen. Vanuit het Werkendamse verzet zijn Piet van den Hoek, Adriaan de Keizer, Aaike van Driel en Kees van de Sande fervente crossers. Kort voor het einde van de oorlog worden de laatste twee crossers door de Duitsers opgepakt en op 30 april 1945 gefusilleerd. Een monument in Werkendam herinnert aan de crossers en in het bijzonder aan dit tweetal.

## Jan de Rooij
In het najaar van 1944 stelden de Canadezen drie zenders ter beschikking aan de Groep André. Deze zenders waren bestemd voor spionage-activiteiten aan de overzijde van de Bergsche Maas in het Land van Heusden en Altena. Van Wijlen selecteerde voor dit werk vier personen: de twee Delftse studenten Ad Schoorl en Dick Flemming en twee jongens uit Sprang-Capelle, Hans Hoekstra en Jan de Rooij. Na een korte opleiding door de Canadezen begonnen december de werkzaamheden. Hoekstra en De Rooij staken met de zender de Maas over, terwijl Schoorl en Flemming de ontvanger in Capelle bemanden. Uiteindelijk kwam de zender na een aantal omzwervingen in Dussen terecht, op de boerderij van de familie Koekkoek. Hier werd de zender op de hooizolder geplaatst. Het Land van Heusden en Altena stroomde inmiddels vol met Duitsers. Op vrijdag 22 december kreeg Jan de Rooij inlichtingen dat er op 26 december een grote Duitse aanval zou beginnen. Er vond aanvoer plaats van nieuwe Duitse troepen en materieel. Via de zender meldde hij dit en gaf tevens de posities door van de aanval, die zou worden ingezet ter ondersteuning van het Ardennenoffensief. Flemming hoorde in het oude raadhuis van Capelle de berichten aan en wilde ze meteen doorgeven aan de geallieerden. Dit werd hem echter belemmerd doordat er op hetzelfde moment een V-1 neerstortte op het raadhuis. Flemming raakte bekneld in het puin, maar werd bevrijd en wist de berichten door te spelen naar Van Wijlen, die de geallieerden inlichtte. Ondertussen werden alle kerstnachtmissen afgelast en werd er een avondklok ingesteld. Die kerstnacht nam de Britse artillerie de Duitsers aan de overkant van de Maas onder vuur. Door de vrij nauwkeurige beschietingen kregen de Duitsers het vermoeden dat er sprake was van spionage. Na een intensieve zoektocht werd de zender gevonden bij de familie Koekkoek. Jan de Rooij was op dat moment niet op de boerderij aanwezig. De aanwezige familieleden van Koekkoek werden gearresteerd voor verhoor. Jan de Rooij hoorde hiervan; hij besloot niet te vluchten maar zich bij de Duitsers te melden, omdat anders de gearresteerden om het leven gebracht zouden worden. De Rooij deed dit in de wetenschap dat hij hiermee zijn eigen doodvonnis tekende. Hij nam de volledige schuld op zich en werd via Gorinchem overgebracht naar Amsterdam, waar hij gemarteld werd, maar niets losliet. Op 4 januari 1945 werd hij in Amsterdam gefusilleerd op 21-jarige leeftijd. Na de oorlog werd Jan de Rooij met militaire eer begraven op het kerkhof te Sprang. H.M. de Koningin Wilhelmina kende hem postuum de Bronzen Leeuw toe. Ook van de Engelse koning George VI kreeg Jan de Rooij een ridderorde. Ter herinnering werd in 1954 het Jan de Rooij-monument onthuld aan de Tilburgseweg te Sprang. De plaatselijke scoutinggroep draagt, ter herinnering, zijn naam.